# Will It Blend?

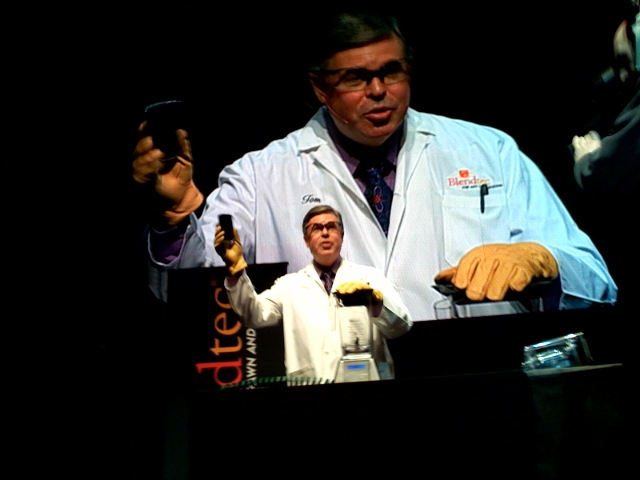
Tom Dickson w trakcie programu YouTube Live

Will It Blend? – kampania reklamowa blenderów produkowanych przez firmę Blendtec. W programie Tom Dickson, założyciel Blendtec, próbuje zmiksować różne przedmioty, aby pokazać siłę blendera i zachęcić do jego zakupu. Odcinki programu zamieszczane są w serwisie YouTube. Długość odcinka waha się od 1 do 3 minut.

## Struktura odcinka
Każdy odcinek Will It Blend? zaczyna się od słów Toma Dicksona „Will It Blend, that is the question.” Kolejnym etapem jest czołówka, która przedstawia zabawne momenty z poszczególnych odcinków, a na jej końcu przedstawiony jest Tom Dickson. Potem prowadzący przedstawia rzecz, która będzie miksował, a następnie miksuje ją, by sprawdzić czy jest to możliwe. Na końcu, w którymś miejscu na ekranie pojawia się dymek, w którym widnieją słowa „Yes, it blends”.

## Wpływ
Program i jego prowadzący zyskali dużą popularność i przyczynił się do znaczącego wzrostu sprzedaży. Firma Blendtec zaczęła również sprzedawać koszulki z napisem „Tom Dickson is my Homeboy” oraz inne gadżety związane z programem.
Dickson był gościem różnych programów telewizyjnych, m.in. The Tonight Show z Jayem Leno. Wystąpił również w programie „Modern Marvels” na History Channel, a 6 marca 2008 wziął udział w programie „World Strongest III”.
Program Will It Blend? był nominowany do nagrody NET Magazine 2007. W roku 2008 program zdobył nagrodę Clio.